# Reserva provincial La Loca
El espacio natural de la Reserva Provincial La Loca se localiza en el norte del departamento Vera, en la provincia de Santa Fe, Argentina. En él se encuentran representados los bosques chaqueños, los bajos submeridionales y una zona de transición entre ambas ecorregiones.

## Historia
Las tierras donde se encuentra establecido la reserva pertenecían a la empresa La Forestal Ltda., que, entre fines del siglo XIX y hasta mediados del siglo XX explotó todas las fuentes madereras del norte santafesino. Cuando cesaron sus actividades, los campos pasaron al poder de la Provincia, y en este sector decretó, por medio de la ley provincial 6404/1968 de “Colonización de la Cuña Boscosa Santafesina”, modificada más tarde por las leyes 7103 y 7993/1974 y la resolución 335/1985 del Ministerio de la Producción e incorporada y recategorizada por Ley N.º 12.175 al Sistema Provincial de Áreas Naturales Protegidas el 30 de octubre de 2003 como Reserva Natural Estricta.

## Situación
La reserva tiene 2.169 ha. de superficie, y ocupa el sector sur de la laguna La Loca y mosaico boscoso ubicado en las márgenes del sudeste del mismo. Los objetivos generales perseguidos por el gobierno con la creación de la reserva fueron la educación e interpretación ambiental, la investigación científica, el turismo, la recreación y la conservación de las comunidades naturales de la región. Además, esta zona silvestre es representativa de todo el ecosistema.
Al parque se llega desde la localidad de Colmena ubicada sobre la ruta provincial N.º 33 recorriendo 15 km. al oeste por la ruta provincial N.º 83. También, desde Fortín Olmos, localidad situada sobre la ruta provincial N.º 40, 50 km. hacia el nordeste.

## Flora y fauna
El sector más alto lo ocupa un bosque cuyo estrato arbóreo está compuesto por el quebracho colorado chaqueño (Schinopsis balansae), el guayaibí (Patagonula americana), el guayacán (Caesalpinia paraguariensis) y el viraró (Ruprechtia polystachya).
También es posible distinguir un bosque más bajo donde las principales especies son los algarrobos (Prosopis), el molle trementina (Schinus johnstoni) y la pezuña de vaca (Bauhinia forficata). En los lugares donde la vegetación arbórea es muy densa, aparecen bromeliáceas como el caraguatá (Aechmea polistachya) y el chaguar (Bromelia serra), mientras que en las abras se desarrolla una comunidad herbácea rica en especies de gramíneas (Poaceae). En la parte más baja aparece un campo árido que se junta con la laguna.
La parte oeste corresponde a la ecorregión de los bajos submeridionales, subunidad caracterizada por pastizales, como los espartillares (Stipa tenacissima), elementos arbóreos del ecotono con la cuña boscosa, dificultoso escurrimiento de agua, presencia frecuente de lagunas, bañados y esteros vegetados; todo ello en un paisaje donde el agua es el principal elemento modelador.
El objetivo de conservación es proteger comunidades naturales de la cuña boscosa santafesina y ambientes típicos de los bajos submeridionales (que comienzan en la parte oeste de la reserva), incluyendo el ecotono entre ambos tipos de biomas. Se encuentran especies vegetales en retroceso debido a las actividades forestales extractoras que experimentó la región. Se hallarían protegidas las poblaciones de carpincho (Hydrochoerus hydrochaeris), zorro de monte (Cerdocyon thous), guazuncho o corzuela parda (Mazama gouazoubira) y ñandúes (Rhea americana), entre otras especies. Muchas de ellas son frecuentemente buscadas por su carne, piel o cuero. Entre las 150 especies de aves observables se encuentran el jote cabeza amarilla (Cathartes burrovianus), el ñacurutú (Bubo virginianus), el carpintero dorado común (Piculus chrysochloros), el picapalo colorado (Campylorhamphus trochilirostris) y el burlisto pico negro (Myiarchus ferox), entre otros menos numerosos.